# Gare de Libourne
La gare de Libourne  est une gare ferroviaire française de la ligne de Paris-Austerlitz à Bordeaux-Saint-Jean, située à proximité du centre-ville de Libourne, dans le département de la Gironde, en région Nouvelle-Aquitaine.
Elle est mise en service avec son bâtiment voyageurs, en 1852, par la Compagnie du chemin de fer de Paris à Orléans (PO). Elle devient une gare de bifurcation en 1869, lors de l'ouverture de la  ligne de Niversac (Périgueux) à Agen. La passerelle qui permet le lien, en passant au-dessus des voies, entre le quartier de l'Épinette et le centre-ville est ouverte en 1898.
C'est une gare voyageurs de la Société nationale des chemins de fer français (SNCF), desservie par des TGV. C'est également une gare du réseau TER Nouvelle-Aquitaine, desservie par des trains express régionaux.

## Situation ferroviaire
Établie à 15 mètres d'altitude, la gare de bifurcation de Libourne est située au point kilométrique (PK) 547,093 de la ligne de Paris-Austerlitz à Bordeaux-Saint-Jean, entre les gares ouvertes de Saint-Denis-de-Pile et de Vayres, avant laquelle s'intercale la halte fermée d'Arveyres. Elle est également l'origine de la ligne de Libourne au Buisson, avant la gare de Saint-Émilion.
Elle est également l'aboutissement de l'ancienne ligne de Marcenais à Libourne (déclassée et déposée), avant l'ancienne gare de Périssac

## Histoire
Le premier chantier ouvert par l'État pour l'arrivée du chemin de fer à Libourne est la construction des 94 kilomètres d'Angoulême à Libourne, dont l'infrastructure de base, sans la pose de la voie, est achevée en 1848. La voie est posée lors de l'achèvement du tronçon de Libourne à Bordeaux en septembre 1851. Néanmoins la Compagnie du chemin de fer d'Orléans à Bordeaux, concessionnaire de la ligne, ne met pas en service cette section isolée avant de céder sa concession, lors d'une fusion le 27 mars 1852, à la Compagnie du chemin de fer de Paris à Orléans (PO). Celle-ci termine la construction de la ligne, et réalise notamment le bâtiment voyageurs de la gare de Libourne, avant d'ouvrir à l'exploitation cette gare et la section de Bordeaux à Angoulême le 20 septembre 1852. La section à voie unique, sauf dans les gares où deux voies sont posées, permet la mise en service d'une circulation quotidienne de trois trains. La gare de Libourne est desservie par des trains de la relation Paris -Bordeaux dès l'ouverture de la dernière section de Poitiers à Angoulême en juillet 1853.

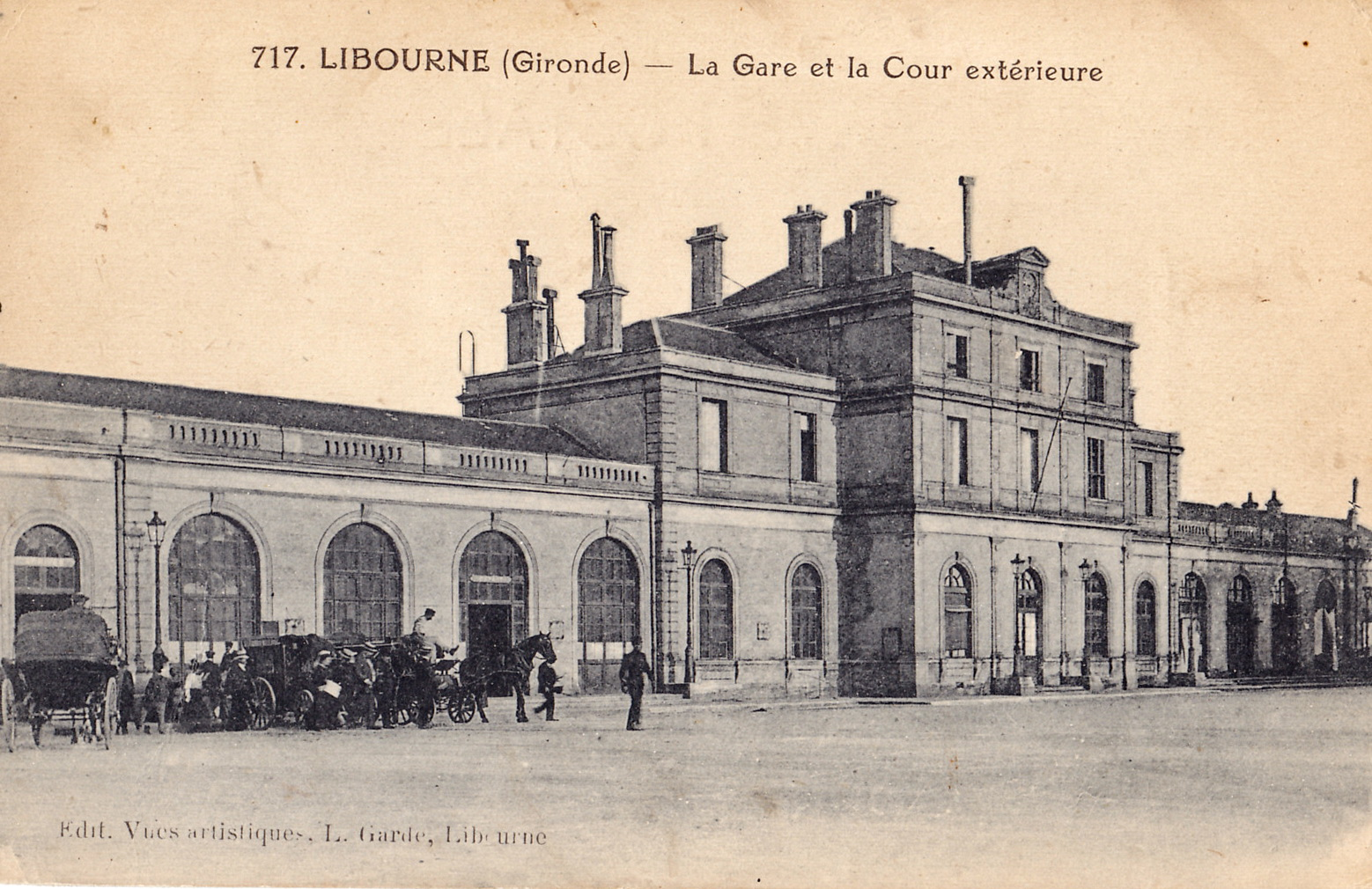
La gare vers 1900.

Elle devient gare de bifurcation le 28 juin 1869, lors de l'ouverture de l'exploitation, par la Compagnie du PO, de la première section de Libourne à Castillon de sa ligne de Libourne à Bergerac. Cette ligne est mise en service de Libourne à la gare de Bergerac le 10 décembre 1875 et la Compagnie du PO ouvre son prolongement jusqu'à la gare du Buisson, qui permet la connexion avec la ligne de Périgueux à Agen, le 28 juin 1879.
La desserte de la gare est renforcée le 29 mai 1887, avec l'ouverture de l'exploitation de la ligne de Marcenais à Libourne par l'Administration des chemins de fer de l'État.
Après de nombreuses demandes de la municipalité, la compagnie construit, au-dessus des voies, une passerelle métallique permettant le lien entre le quartier de l'Épinette et le centre-ville. La commune participe pour 36 000 francs.
En 1913, sont mises en service deux lignes de tramways, vers Saint-André-de-Cubzac et Puisseguin, ayant pour point de départ, dépôt et atelier, une station près de la gare. Elle est ensuite gérée par la société des Tramways électriques du Libournais.
La gare perd le trafic voyageurs de la ligne de Marcenais lors de sa fermeture le 5 décembre 1938 et celui des lignes du tramway électrique en 1949. 
En 2014, c'est une gare voyageurs d'intérêt national (catégorie A : la fréquentation des services nationaux et internationaux de voyageurs est supérieure ou égale à 25 000 voyageurs par an de 2010 à 2011), qui dispose de trois quais (dont deux centraux), six abris, un souterrain et une grande halle voyageurs (GHV).

## Fréquentation
De 2015 à 2023, selon les estimations de la SNCF, la fréquentation annuelle de la gare s'élève aux nombres indiqués dans le tableau ci-dessous.
| Année                      | 2015      | 2016      | 2017      | 2018      | 2019      | 2020      | 2021      | 2022      | 2023      |
| -------------------------- | --------- | --------- | --------- | --------- | --------- | --------- | --------- | --------- | --------- |
| Voyageurs seuls            | 1 286 991 | 1 317 070 | 1 329 200 | 1 239 181 | 1 468 974 | 986 092   | 1 311 984 | 1 690 650 | 1 784 433 |
| Voyageurs et non voyageurs | 1 649 989 | 1 688 551 | 1 704 103 | 1 588 694 | 1 883 300 | 1 264 221 | 1 682 031 | 2 167 501 | 2 287 735 |

## Service des voyageurs

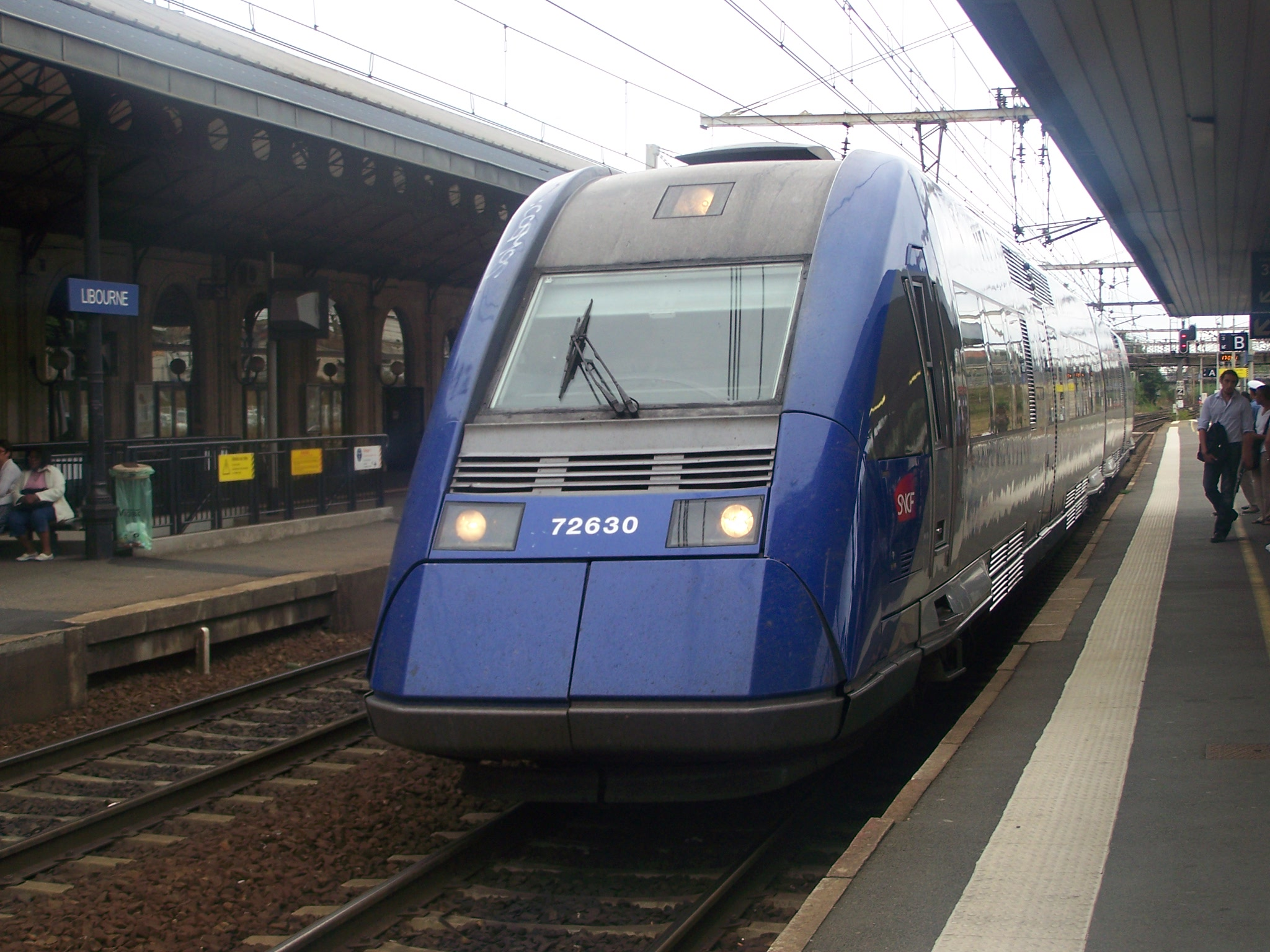
Un TER X 72500 en gare en 2008.

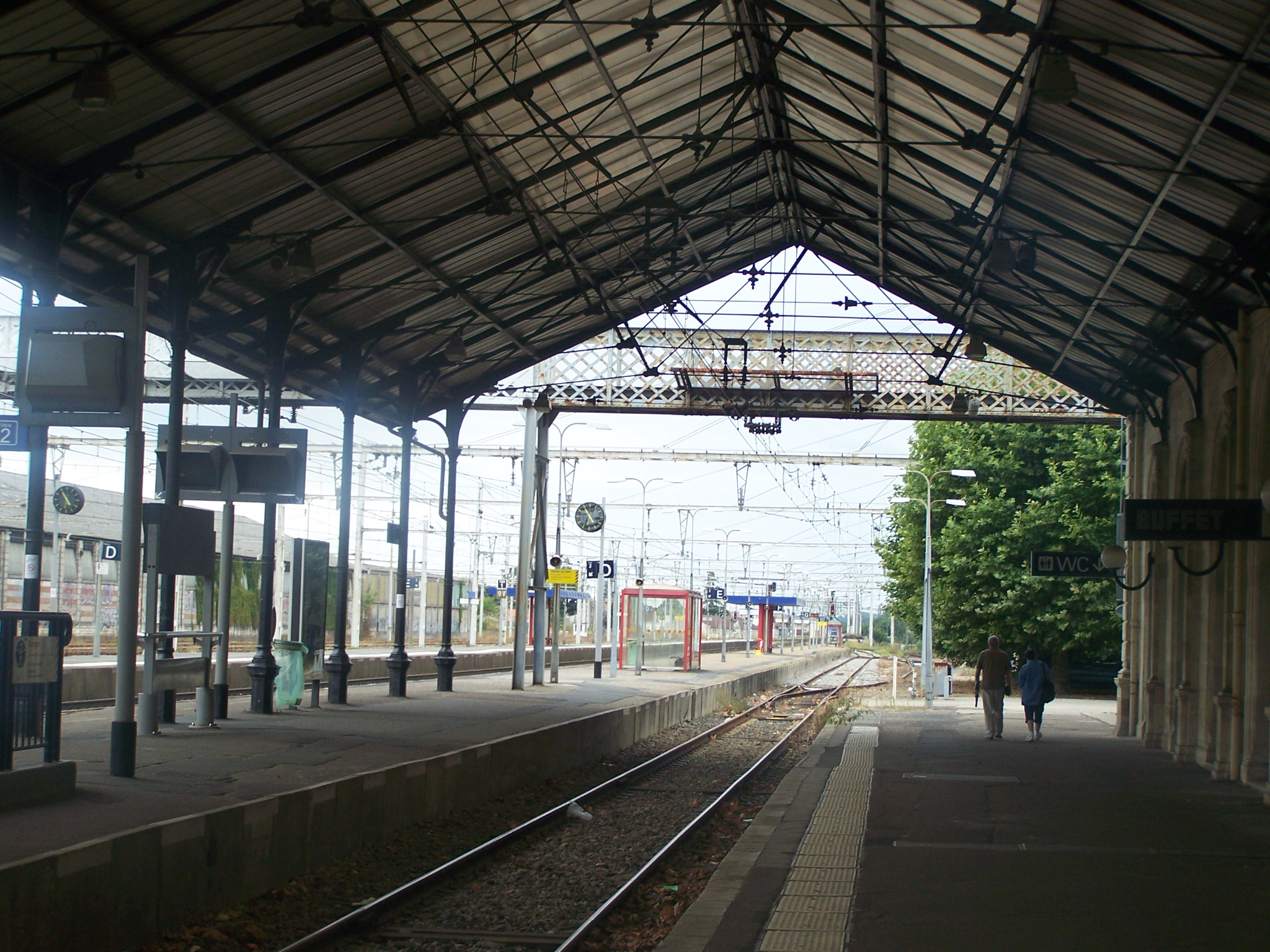
Quais et grande halle.

### Accueil
Gare SNCF, elle dispose d'un bâtiment voyageurs, avec guichet, ouvert tous les jours. Elle est équipée d'automates pour l'achat de titres de transport TER. Des aménagements, équipements et services sont à la disposition des personnes à mobilité réduite. Une boutique de presse est installée en gare. Un buffet de la gare (restaurant, bar, brasserie) et un loueur de véhicules sont installés dans une aile du bâtiment voyageurs.
Le centre des quais est couvert par une grande halle ; un souterrain permet la traversée des voies et l'accès aux quais.

### Desserte
Libourne est desservie par des TGV Paris - Bordeaux et des trains du réseau TER Nouvelle-Aquitaine.
C'est aussi une gare du réseau TER Nouvelle-Aquitaine, desservie par des trains express régionaux des relations Angoulême - Coutras - Libourne - Bordeaux (ligne 13), Limoges - Bordeaux - Périgueux (ligne 32), Ussel - Brive - Périgueux - Bordeaux (ligne 25), Sarlat - Bergerac - Bordeaux (ligne 33) et Arcachon - Bordeaux - Libourne - Coutras (ligne 41.1U/41.2U).

### Intermodalité
Un parc pour les vélos et un parking pour les véhicules y sont aménagés. 
Elle est desservie par des autobus urbains du réseau des Transports en commun de Libourne (Calibus), lignes 1 à 10.

## Patrimoine ferroviaire
Le bâtiment voyageurs, en service depuis 1852, construit en pierres de taille est typique de l'architecture ferroviaire de l'époque avec un style néo-classique et la structure de base de la grande halle qui couvre les quais.